# Simaoa kavanaugh
Simaoa kavanaugh là một loài nhện trong họ Mysmenidae.
Loài này thuộc chi Simaoa. Simaoa kavanaugh được miêu tả năm 2009 bởi Miller, Griswold & Yin.